# Witold Skupień
Witold Skupień, né le 7 juin 1989, est un biathlète et fondeur handisport polonais.

## Palmarès

### Jeux paralympiques d'hiver
- Jeux paralympiques d'hiver de 2014
  - 19e en biathlon 7,5 km (debout)
  - 16e en biathlon 12,5 km (debout)
  - 18e en biathlon 15 km (debout)
  - non classé sur le sprint 1 km en ski de fond (debout)
  - 20e sur 10 km en ski de fond (debout)
  - 6e sur relais 4x2,5 km en ski de fond (assis)
- Jeux paralympiques d'hiver de 2018
  - 11e en biathlon 7,5 km (debout)